# Peace on Earth (альбом)
Peace on Earth — рождественский студийный альбом американской группы христианского рока Casting Crowns, выпущенный 7 октября 2008 года на лейблах Beach Street Records и Reunion Records. Альбом был спродюсирован Марком А. Миллером и вокалистом Марком Холлом. По задумке Холла, альбом не содержит песен, связанных со светскими рождественскими традициями, а представляет собой смесь традиционных рождественских гимнов и оригинальных песен. В качестве сопродюсера Холл пытался сделать альбом отличающимся от предыдущих используя творческие идеи, которые они не пробовали ранее, а также хотел использовать женскую часть группы в более широкой и заметной роли в альбоме.
После выхода Peace on Earth встретил смешанные отзывы. Некоторые критики хвалили альбом за акцент на традиционные рождественские песни и аспект поклонения Рождеству, в то время как другие критиковали оригинальные песни альбома и считали его разочарованием по сравнению с предыдущими альбомами группы. Альбом занял первое место в чартах Billboard Christian Albums и Catalog Albums, второе место в чарте Holiday Albums и пятнадцатое место в Billboard 200. Peace on Earth получил платиновый сертификат Американской ассоциации звукозаписывающей индустрии (RIAA), означающий, что его тираж в США составил один миллион экземпляров.

## Предыстория и запись
По словам вокалиста Casting Crowns Марка Холла Peace on Earth был написан на основе вопроса «Как узнать, что в мире, который не очень-то мирный, есть мир на земле?». По мнению Холла, когда люди слышат рождественские песни, они часто не слышат их истинного послания. По замыслу Холла, альбом должен помочь людям заново открыть для себя богослужебную природу колядок. В качестве примера послания, которое он хотел бы донести до людей, он привёл «I Heard the Bells on Christmas Day», песню, написанную Генри Уодсвортом Лонгфелло о том, как он вновь обрёл надежду на фоне нескольких личных трагедий. Холл почувствовал, что в этой песне звучит надежда, которую должны услышать его дети и их поколение. Будучи сопродюсером альбома, Холл хотел привнести в него аспекты и идеи, которые группа не использовала ранее, и он чувствовал, что альбом даёт шанс расширить границы. Он хотел, чтобы участницы группы, Меган Гарретт и Мелоди ДеВево, играли более заметную роль, отчасти для того, чтобы показать людям, «какими дарами они обладают».

## Отзывы
| Оценки критиков     | Оценки критиков |
| Источник            | Оценка          |
| ------------------- | --------------- |
| Allmusic            | [ 2 ]           |
| CCM Magazine        | [ 3 ]           |
| Christianity Today  | [ 4 ]           |
| Cross Rhythms       | [ 5 ]           |
| Jesus Freak Hideout | [ 6 ]           |

Альбом получил от положительных до смешанных отзывов после выхода.
После выхода Peace on Earth был неоднозначно встречен музыкальными критиками. Джаред Джонсон из Allmusic дал альбому 4,5 звезды из 5, похвалив его за «широкую привлекательность» и за «целостный набор песен, который раскрывает аспект поклонения праздникам» и особенно похвалив «While You Were Sleeping» и «O Come, O Come, Emmanuel». Эндрю Грир из CCM Magazine дал альбому 3 звезды из 5, назвав его неудачным по сравнению с предыдущими альбомами группы и праздничными альбомами других исполнителей. Расс Бреймиер из Christianity Today дал ему 2 звезды из 5, назвав его «предсказуемым». Однако он похвалил песню «While You Were Sleeping» как пример «смелого, пронзительного песенного творчества» Марка Холла. Тони Каммингс из Cross Rhythms поставил альбому 10 из 10 звёзд, сказав, что он «опровергает все тенденции, поскольку не содержит ни слащавых, пропитанных сальным звоном аранжировок, ни этих отвратительных песен о Санте и каштанах, жарящихся на открытом огне», и похвалил его как «изобретательное и временами блестящее исследование чудес Воплощения». Джастин Мейби из Jesus Freak Hideout поставил альбому 3 звезды из 5, похвалив традиционные рождественские песни в альбоме, но раскритиковав оригинальные песни за «вынужденное ощущение, как будто Casting Crowns хотели сделать целый альбом традиционных песен, но им сказали другое»; он заметил, что «это, вероятно, сработало бы лучше, потому что оригинальности не хватает в этих нескольких оригинальных рождественских мелодиях».

### Награды и номинации
На 40-й церемонии GMA Dove Awards Peace on Earth был номинирован и получил награду в категории Christmas Album of the Year.

## Список композиций
| №                   | Название                                                             | Автор(ы)                                                               | Длительность |
| ------------------- | -------------------------------------------------------------------- | ---------------------------------------------------------------------- | ------------ |
| 1.                  | «I Heard the Bells on Christmas Day»                                 | Генри Уодсворт Лонгфелло, John Baptiste Calkin, Марк Холл, Dale Oliver | 4:22         |
| 2.                  | «O Come All Ye Faithful»                                             | John F. Wade, Hall, Adam Lester                                        | 3:47         |
| 3.                  | «Joy to the World»                                                   | Исаак Уоттс, Лоуэлл Мейсон, Холл                                       | 2:37         |
| 4.                  | «While You Were Sleeping» (оригинальная Рождественская версия)       | Hall                                                                   | 4:55         |
| 5.                  | «Silent Night»                                                       | Josef Mohr, Franz X. Gruber, Холл, Lester                              | 3:33         |
| 6.                  | «God Is With Us»                                                     | Wayne Kirkpatrick                                                      | 4:31         |
| 7.                  | «Away in a Manger»                                                   | неизвестный автор, James R. Murray, William J. Kirkpatrick, Oliver     | 3:35         |
| 8.                  | «Christmas Offering»                                                 | Paul Baloche                                                           | 5:14         |
| 9.                  | «Sweet Little Jesus Boy» (аранжировка Холла, Bernie Herms, Jim Gray) | Robert MacGimsey                                                       | 3:08         |
| 10.                 | «O Come, O Come, Emmanuel» (аранжировка Melodee DeVevo и Herms)      | неизвестный автор                                                      | 6:38         |
| Общая длительность: | Общая длительность:                                                  | Общая длительность:                                                    | 39:53        |

## Чарты
| Чарт (2008—2009)                   | Высшая позиция |
| ---------------------------------- | -------------- |
| США (Billboard 200)                | 15             |
| США (Billboard Top Catalog Albums) | 1              |
| США (Billboard Christian Albums)   | 1              |
| США (Billboard Top Holiday Albums) | 2              |

| Чарт (2008)                | Позиция |
| -------------------------- | ------- |
| Billboard Christian Albums | 30      |
| Чарт (2009)                | Позиция |
| Billboard 200              | 141     |
| Billboard Christian Albums | 5       |
| Чарт (2010)                | Позиция |
| Billboard 200              | 87      |

| Год  | Песня                                | Высшая позиция | Высшая позиция | Высшая позиция |
| Год  | Песня                                | US Christ      | Christ AC      | US AC          |
| ---- | ------------------------------------ | -------------- | -------------- | -------------- |
| 2005 | «Away in a Manger»                   | 7              | 7              | —              |
| 2008 | «I Heard the Bells on Christmas Day» | 3              | 1              | 26             |

## Сертификации
| Страна | Сертификация | Единиц    |
| ------ | ------------ | --------- |
| США    | Платина      | 1,000,000 |